# 帕特雷圣安德烈教堂
帕特雷圣安德烈教堂（Agios Andreas, Άγιος Ανδρέας）是一座希腊东正教堂，位于希腊帕特雷东侧。这是一座拜占庭式教堂。

## 历史
始建于1908年。这是希腊最大的教堂，也是巴尔干半岛的第二大拜占庭式教堂，仅次于贝尔格莱德的圣萨瓦大教堂。这里保存有使徒圣安德烈的十字架圣髑，1964年根据保禄六世的命令从罗马圣伯多禄大殿移来此处。